# Коробко, Анна Сергеевна
Анна Сергеевна Коробко, в девичестве — Головко (15 августа 1941, село Михайловка, Александровский район, Сталинская область, Украинская ССР) — доярка совхоза «Самарские ставки» Александровского района Донецкой области, Украинская ССР. Герой Социалистического Труда (1971).

## Биография
Родилась в 1941 году в крестьянской семье в селе Михайловка Александровского района (в 2020 году упразднён, сегодня — на территории Краматорского района). После окончания семилетки трудилась на свиноводческой ферме совхоза «Самарские ставки». Позднее трудилась телятницей, в родильном отделении молочно-товарной фермы. Член КПСС.
С января 1965 года — доярка в этом же совхозе. Обслуживала двадцать коров. В 1965 году получила в среднем по 2520 килограмм молока от каждой коровы, в 1966 году — 2820 килограмм, в 1967 году — 3651 килограмм, в 1968 году — 5394 килограмма, в 1969 году — 5500 килограмма и в 1970 году — 6050 килограммов. В 1968 году удостоена почётного звания лучшей доярки Донецкой области и в течение пяти лет удерживала это звание. Указом Президиума Верховного Совета СССР от 8 апреля 1971 года удостоена звания Героя Социалистического Труда за «выдающиеся успехи, достигнутые в развитии сельскохозяйственного производства и выполнении пятилетнего плана продажи государству продуктов земледелия и животноводства» с вручением ордена Ленина и золотой медали «Серп и Молот» (№ 18105).
Неоднократно избиралась депутатом местных Советов депутатов трудящихся, в 1971 году — делегатом XXIV съезда КПСС. Участвовала в работе Всесоюзной выставки ВДНХ.
Окончила заочное отделение сельскохозяйственного техникума. В течение нескольких лет получала не менее 6 тысяч килограммов молока с каждой коровы. За выдающиеся трудовые результаты была награждена в 1973 году вторым Орденом Ленина.
С 1990-х годов проживала в Краматорске.
Награды
- Герой Социалистического Труда
- Орден Ленина — дважды (1971; 06.09.1973).
- Орден «Знак Почёта» (22.03.1966)
- Золотая медаль ВДНХ